# Geoffroy Drouet
Geoffroy Drouet (né vers 1530 - mort le 7 avril 1573), sieur de Langle et de Portric, est un dignitaire français de Bretagne du XVIe siècle, le premier à diriger la municipalité de Nantes avec le titre de maire en 1564-1565.

## Biographie
Il est issu d'une famille de petite noblesse bretonne de Couëron, près de Nantes, mentionnée en 1486 par le registre de la paroisse comme servant aux armes. Il est le sixième enfant de Mathurin Drouet, sieur de Langle, et de Jeanne de Creval.
En 1529, il acquiert la seigneurie de Porterie au nord de Nantes. Vers 1565, Geoffroy Drouet est propriétaire à Couëron de la seigneurie de l'Angle et du domaine de l'Ardurière. Ses armes référencées par d'Hozier sont de gueules à trois cœurs d'or, une rose de même en abyme.
En 1553, il est administrateur de l'Hôtel-Dieu de Nantes, puis  miseur de 1554 à 1559.
À la suite de la réforme de la municipalité de Nantes en 1559-60, il est le premier maire  élu, le 28 novembre 1564, dans le couvent des Cordeliers. Il prête serment le jour même et est installé le 1er décembre. Il entre en fonction le 1er janvier 1565. Le sous-maire est Yves Rocaz, son successeur ; procureur syndic : Jullien Daulfy ; miseur : Guillaume Bretaigne.
Après son mandat de maire, il occupe les fonctions de juge consul de 1566 à 1567.
Lui-même sieur de l'Angle, il utilise par la suite le nom de sieur de Portric à Nantes.
Il épouse Jeanne Pesneau en premières noces, puis se remarie avec Marguerite Pineau. Lors de la réformation de la noblesse de 1668, son arrière-petit-fils, Julien Drouet, écuyer, justifie son titre par le passage à la mairie de Nantes de son ancêtre.
Il est inhumé le 7 avril 1573 au couvent des Chartreux de Nantes.

## Hommages
- Rue Geoffroy-Drouet à Nantes (près de l'église Saint-Clément, dans le quartier Malakoff - Saint-Donatien) et à Couëron.